# Latouchia fossoria
Espèce
Latouchia fossoria est une espèce d'araignées mygalomorphes de la famille des Halonoproctidae.

## Distribution
Cette espèce est endémique du Fujian en Chine,.

## Description
La femelle holotype mesure 20 mm.

## Publication originale
- Pocock, 1901 : On some new trap-door spiders from China. Proceedings of the Zoological Society of London, vol. 1901, no 1, p. 207-215 (texte intégral).